# 甘兹兰
甘兹兰（法語：Guinzeling，法語發音：[ɡɛ̃zlɛ̃]）是法国摩泽尔省的一个市镇，属于萨尔堡-萨兰堡区。

## 地理
甘兹兰（48°52'45"N, 6°50'33"E）面积4.83 平方千米，位于法国大東部大區摩泽尔省，该省份为法国东北部内陆省份，是洛林的一部分，西南接默尔特-摩泽尔省，东临下莱茵省，北与卢森堡和德国接壤。
与甘兹兰接壤的市镇（或旧市镇、城区）包括：巴桑、栋农莱迪约兹、洛尔、洛斯特罗夫、莫尔兰、托尔舍维尔。

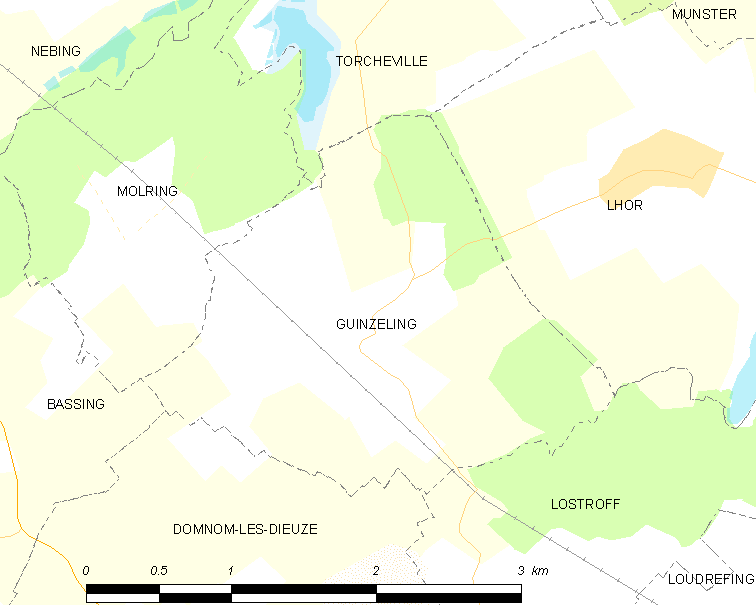
甘兹兰的OSM定位图

甘兹兰的时区为UTC+01:00、UTC+02:00（夏令时）。

## 行政
甘兹兰的邮政编码为57670，INSEE市镇编码为57278。

## 政治
甘兹兰所属的省级选区为索努瓦县。

## 人口

1962-2008年间甘兹兰人口变化图示

甘兹兰于2022年1月1日时的人口数量为62人。